# 许佳麟
许佳麟 （1988年3月2日—），马来西亚歌手、演员、主持人、內容創作者、 Youtuber。

## 音乐作品
| 年份   | 歌曲                            | 作词                      | 作曲                      | 合作对象                                                                                  | 備註                       |  |
| ------ | ------------------------------- | ------------------------- | ------------------------- | ----------------------------------------------------------------------------------------- | -------------------------- |  |
| 2016年 | 《有多久 》                     | Danny 许佳麟              | Danny 许佳麟、瑞业        |                                                                                           | 官方MV                     |  |
| 2017年 | 《恋爱的感觉》                  | Danny 许佳麟              | Danny 许佳麟              | Geraldine颜慧萍                                                                           | 官方MV                     |  |
| 2017年 | 《放鬆了》                      | Danny 许佳麟              | Danny 许佳麟              |                                                                                           | 官方MV                     |  |
| 2017年 | 《天天在一起》                  | Danny 许佳麟              | Danny 许佳麟              | 官方MV                                                                                    |                            |  |
| 2018年 | 《我不知道如何長大》            | 陳穎見（@口袋音樂）       | Danny 许佳麟              | 官方MV                                                                                    |                            |  |
| 2018年 | 《我的青春是周杰倫》            | Danny 许佳麟              | Danny 许佳麟              | 官方MV                                                                                    |                            |  |
| 2018年 | 《你說我愛你》                  | Danny 许佳麟              | Danny 许佳麟、Julene      | 官方MV                                                                                    |                            |  |
| 2019年 | 《一定要等你》                  | Danny 许佳麟              | 瑞業                      | 官方MV                                                                                    |                            |  |
| 2019年 | 《我就是喜歡你！》              | Danny 许佳麟              | Danny 许佳麟              | 官方MV                                                                                    |                            |  |
| 2020年 | 《我說新年好》                  | 陈培永                    | Danny 许佳麟              | Danny 许佳麟、蔡常勇、温舒森、培永、Julene、常樂                                          | 官方MV                     |  |
| 2020年 | 《能否追到你》                  | 陈培永                    | Danny 许佳麟              | Danny 许佳麟、培永、常樂、Michiyo、韓曉噯、Julene                                         | 由《笑傲江湖》新马版赞助   |  |
| 2021年 | 《開開心心最重要》              | 陈培永                    | Danny 许佳麟              | Danny 许佳麟、培永、常樂、蔡常勇、温舒森                                                  | 官方MV                     |  |
| 2021年 | 《빨리 BAM BAM 123! 》          | Danny 许佳麟              | Danny 许佳麟、Mr.MATKOOL  | Danny 许佳麟、培永、常樂、Michiyo、 蔡常勇、温舒森、Peishan                               | 官方MV                     |  |
| 2022年 | 《好運的人啊 The Lucky People》 | 陈培永                    | Danny 许佳麟              | Danny 许佳麟、培永、常樂、蔡常勇、温舒森                                                  | 官方MV                     |  |
| 2023年 | 《泰国的表弟》                  | 陈培永                    | JSAW、Danny 许佳麟        | Danny 许佳麟、培永、常樂、蔡常勇、温舒森                                                  | 钟氏兄妹客串演出           |  |
| 2023年 | 《新年兔然又來到》              | Danny 许佳麟              | Danny 许佳麟              | Danny 许佳麟、Daniel 、Zen、Justin、Christal、Jordan、Joanne、Joey                        | 官方MV                     |  |
| 2023年 | 《對岸》                        | 郭秋伟                    | Morris彭进成              | Danny許佳麟                                                                               | 官方MV                     |  |
| 2023年 | 《你是我的太陽花》              | 陈培永                    | Danny 许佳麟              | Danny 许佳麟、培永、吴亦昕、陈思涵、黄翔渝                                                | 《準備當爸爸》第一季主题曲 |  |
| 2023年 | 《你是不是也在想我呀?》         | Danny 许佳麟              | Danny 许佳麟              |                                                                                           | 官方MV                     |  |
| 2024年 | 《新年Beng Beng Beng》          | 陈培永                    | JSAW、Danny 许佳麟        | Danny 许佳麟、培永、常樂、蔡常勇、温舒森                                                  | 官方MV                     |  |
| 2024年 | 《新年最重要是樂龍龍》          | Danny許佳麟               | Danny許佳麟               | Danny許佳麟 , Nyokki Ho, Charlotte Tan, Joanne Fu Han Qian, Sean Ng Sze Jing, Tammy Leong | 官方MV                     |  |
| 2024年 | 《澳門，我鐘意你》              | Danny 许佳麟              | Danny 许佳麟              | 阿浩Cason/ ViVi                                                                           | 官方MV                     |  |
| 2024年 | 《寫dy神曲》                    | Danny Koo 許佳麟          | 陳歐文                    | 陳零九 Nine Chen                                                                          | 官方MV                     |  |
| 2024年 | 《八里香》                      | 陳零九 Nine Chen          | 陳歐文                    | 陳零九 Nine Chen                                                                          | 官方MV                     |  |
| 2024年 | 《是不是 ，你不爱我了》         | Danny 许佳麟、Jeff 黃長俊 | Danny 许佳麟、Jeff 黃長俊 | Jeff 黃長俊                                                                               | 官方MV                     |  |

## 经历
2008年，参加Astro新秀大赛，并获得第四名，同年加入Astro。
2008年8月9日，参与 MY至尊10载 百变宇宙台庆红地毯。
2009年，加入Astro小太阳，成为Astro小太阳当家主持人。同年，主持了第一档节目《摩哆禧客》，并开设自己YouTube账号。
2009年11月7日，参与由于中中执导，东于哲、林宇中、梁祖仪、锺欣怡、张智成等人主演的青春偶像剧高校铁金刚，在剧中饰演许凯麟，错号阿凯。
2011年，主持Astro小太阳节目《快乐学3语》。同年，与Joe曾耀祖、黄毓敏组成本地圈车队。
2014年，开设自己的美拍账号，在美拍上发布自己的歌唱作品和翻唱歌曲。
2015年，与 Justin吴宗翰、赵洁莹组成DJ2,一起翻唱著名歌手的歌曲，并且很受欢迎。同时，许佳麟也在网上翻唱许多著名歌手的歌曲，在网络上大受欢迎。因此，许佳麟成为新一代网络红人。同年，与赵洁莹进军台湾。结识蔡常勇、江佩谕、温舒森等人。
2016年，参加了中国恋爱告白真人秀节目节目非常完美，曾多次被女嘉宾选为告白对象。
2017年，许佳麟与何炅、谢娜、Coco谢晓晔联袂主持了“文化中国·四海同春”2017全球华侨华人春节大联欢。
2017年7月，参与湖南卫视综艺节目我想和你唱，任胡夏的演唱嘉宾。(由于政治因素导致合唱片段没有播出)
2021年11月7日，与陈慧恬担任八度空间全新男女配唱合唱节目《一曲定情》担任主持人。
2023年9月3日，担任《最好的我们》（音乐交流综艺节目）嘉宾势力。
2023年10月15日，担任《最好的我们》（音乐交流综艺节目）嘉宾歌手/出演者。
2023年10月22日，担任《最好的我们》（音乐交流综艺节目）嘉宾歌手/出演者。

## 个人生活
2014年，许佳麟与astro新闻主播关萃汶发生感情，交往三年，后来因感情不和而分手。（而关萃汶现任男友是My DJ叶朝明，于2016年交往）
2018年12月13日，许佳麟爆出新恋情，其女友为槟城网红 Julene Khor 许靖瑜，宣告封盘。但后来因三观不合，于2020年7月宣布分手并结束关系。